# براسپار
براسپار (به فرانسوی: Brasparts) یک کمون در فرانسه است که در canton of Pleyben واقع شده‌است.

## خصوصیات
براسپار ۴۶٫۶۹ کیلومترمربع مساحت و ۱٬۰۳۴ نفر جمعیت دارد.